# Asota strigivenata
Asota strigivenata là một loài bướm đêm trong họ Erebidae.